# 博希蒙德五世

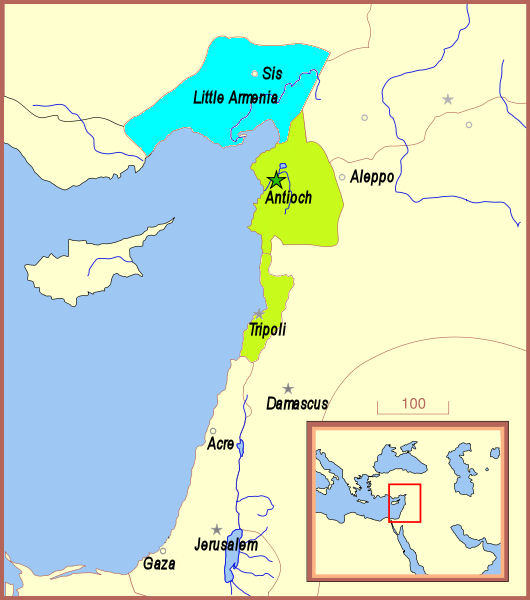
博希蒙德五世在安提阿、的黎波里的统治区域(绿色)，与奇里乞亚亚美尼亚王国的冲突区域(蓝色).

博希蒙德五世（Bohemond V of Antioch，1199年—1252年），安条克公爵和的黎波里伯爵（1233-1252）。
博希蒙德是博希蒙德四世与妻子普莱桑斯（Plaisance of Gibelet）之子，与他的父亲一样，讨厌医院骑士团，1233年继位后继续与邻国奇里乞亚亚美尼亚王国交战，直至1251年未来的博希蒙德六世与亚美尼亚国王之妹成婚才开始媾和。
他大部分时间住在的黎波里，安条克则由城镇会议治理。
1225年，博希蒙德与阿黛拉公主(也称为耶路撒冷的爱丽丝)结婚，婚姻在1227年7月5日终止，没有子嗣。他的第二次婚姻是在1235年，与罗马教皇英诺森三世的曾侄女露西安娜Luciana (Lucienne露西安) di Segni结为夫妇，有两个孩子：女儿普莱桑斯1251年嫁给塞浦路斯的亨利一世，儿子博希蒙德六世继承爵位。